# ماده سرطان‌زا
ماده سرطان‌زا یا کارسینوژن (به انگلیسی: Carcinogen) به هرنوع از مواد، رادیونوکلئید یا اثر تابش گفته می‌شود که عامل مستقیم در ایجاد سرطان است؛ یعنی ماده‌ای که توانایی آسیب‌رسانی به ژنوم یا اختلال در فرایندهای متابولیکی سلول را داراست.
مواد رادیواکتیو نیز سرطان‌زا هستند و فعالیت‌های سرطان‌زای آن‌ها به دلیل تابشی است (پرتوهای گاما و ذرات آلفا) که منتشر می‌کنند. مثال‌های متداول و شایع سرطان‌زا استنشاق آزبست، برخی دی‌اکسین‌ها، و دود تنباکو را شامل می‌گردد.
سرطان یک بیماری است که در آن سلول‌های آسیب دیده، آپوپتوز (مرگ سلولی برنامه‌ریزی شده) انجام نمی‌دهند. مواد سرطان‌زا با تغییر متابولیسم سلولی یا آسیب رساندن مستقیم به دی‌ان‌ای در سلول‌ها، که تداخل با فرایندهای زیستی را افزایش می‌دهد و موجب تقسیم کنترل نشده و در نهایت منجر به شکل‌گیری تومورهای بدخیم می‌گردند. در حالت طبیعی آسیب در دی‌ان‌ای، اگر بیش از حد شدید باشد و قابل ترمیم نباشد، منجر به مرگ سلولی برنامه‌دار (آپوپتوز) شده ولی اگر مسیر آپوپتوز سلول آسیب دیده باشد سلول نمی‌تواند از تبدیل شدن خود به یک سلول سرطانی جلوگیری کند.

## تعریف
تقسیم سلولی (پرولیفراسیون یا تکثیر) یک فرایند فیزیولوژیک است که تقریباً در تمام بافت‌ها وجود دارد. معمولاً هموستازی و تعادل بین تکثیر و آپوپتوز یا مرگ سلولی برنامه‌ریزی شده، با تنظیم دقیق هر دو فرایند برای اطمینان از کارآمدی اندام‌ها و بافت‌ها، در یک سطح تعریف شده نگهداری می‌شود. جهش در دی‌ان‌ای(DNA) باعث تخریب این فرایند پیوسته و از بین رفتن تنظیم‌کننده‌های تکثیر شده و به سرطان منتهی می شود. به هم خوردن برابری بین تکثیر و مرگ یاخته باعث ایجاد توده و تومور می‌گردد. در هر دو شکل ایجاد تومور چه بدون نفوذ به بافت همسایه (مجاور) یا تغییر محل تومور و به عبارتی در حالت خوش‌خیم و چه همراه نفوذ به بافت‌های کناری یا مهاجرت به دیگر نقاط بدن توسط متاستازی یا به تعریف دیگر، در حالت بدخیم(سرطان)، به هرحال بیماری محسوب شده و شناخت بیشتر کارسینوژن را مهم می‌نمایاند.

## انواع کارسینوژن
- هورمونی: سلول‌های درون پروستات، مغز، پستان و آندومتر حساس به هورمون هستند و هورمون‌ها با حساس کردن سلول‌ها در مقابل عامل کارسینوژن منجر به پیشرفت فرایند کارسینوژنیک می‌گردند.
- شیمیایی: شامل ترکیباتی هستند که باعث تغییر در دی‌ان‌ای می‌شوند.
- ویروسی: برخی ویروس‌ها با اثر بر دی‌ان‌ای بدن میزبان باعث جهش سلولی و کارسینوژنز انسانی می‌شوند.*
- پرتو: پرتوها با آسیب به دی‌ان‌ای و تغییر در آن باعث کارسینوژنز می‌شوند. اشعهٔ‌ایکس و اشعهٔ ماورای بنفش (نور خورشید) می‌تواند باعث سرطان در سلول‌های سنگفرشی و بازال شود.
- بنیاد جهانی پژوهش‌های سرطان (IARC) مواد سرطانزا را از جهت قطعی بودن سرطانزایی به چهار گروه تقسیم می‌کند:

1. گروه یک: ماده قطعاً برای انسان سرطانزاست مانند گاز خردل، قطران، آرسنیک و آفلاتوکسین
2. گروه دو (2A): ماده به احتمال زیاد برای انسان سرطانزاست مانند
3. گروه دو (2B): ماده احتمالاً برای انسان سرطانزاست مانند
4. گروه سه: ماده اصولاً برای انسان سرطان‌زا نیست مانند